# Tilito

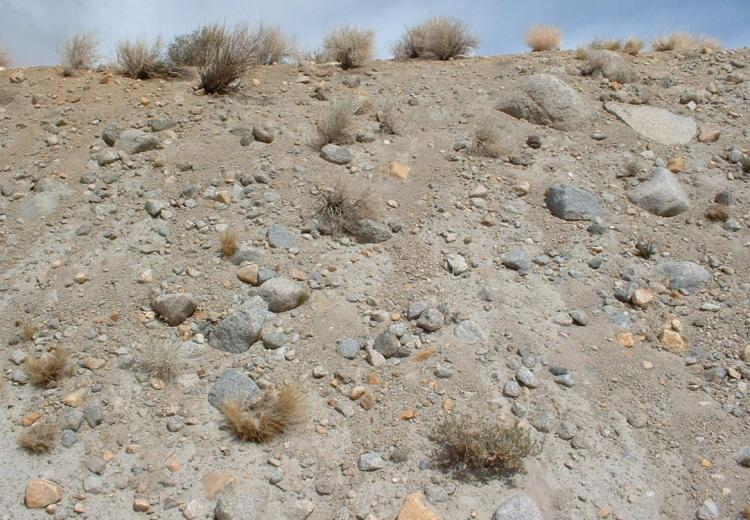
Till Glacial, sedimentos gerados por geleiras e que ao se tornar rocha sedimentar são chamados de tilitos.

Tilito é uma rocha de origem sedimentar formada por clastos e fragmentos de rochas preexistentes com uma grande gama de tamanhos e com abundante matriz lamítica, síltico-argilosa e cuja origem está relacionada ao transporte dos sedimentos por geleiras.

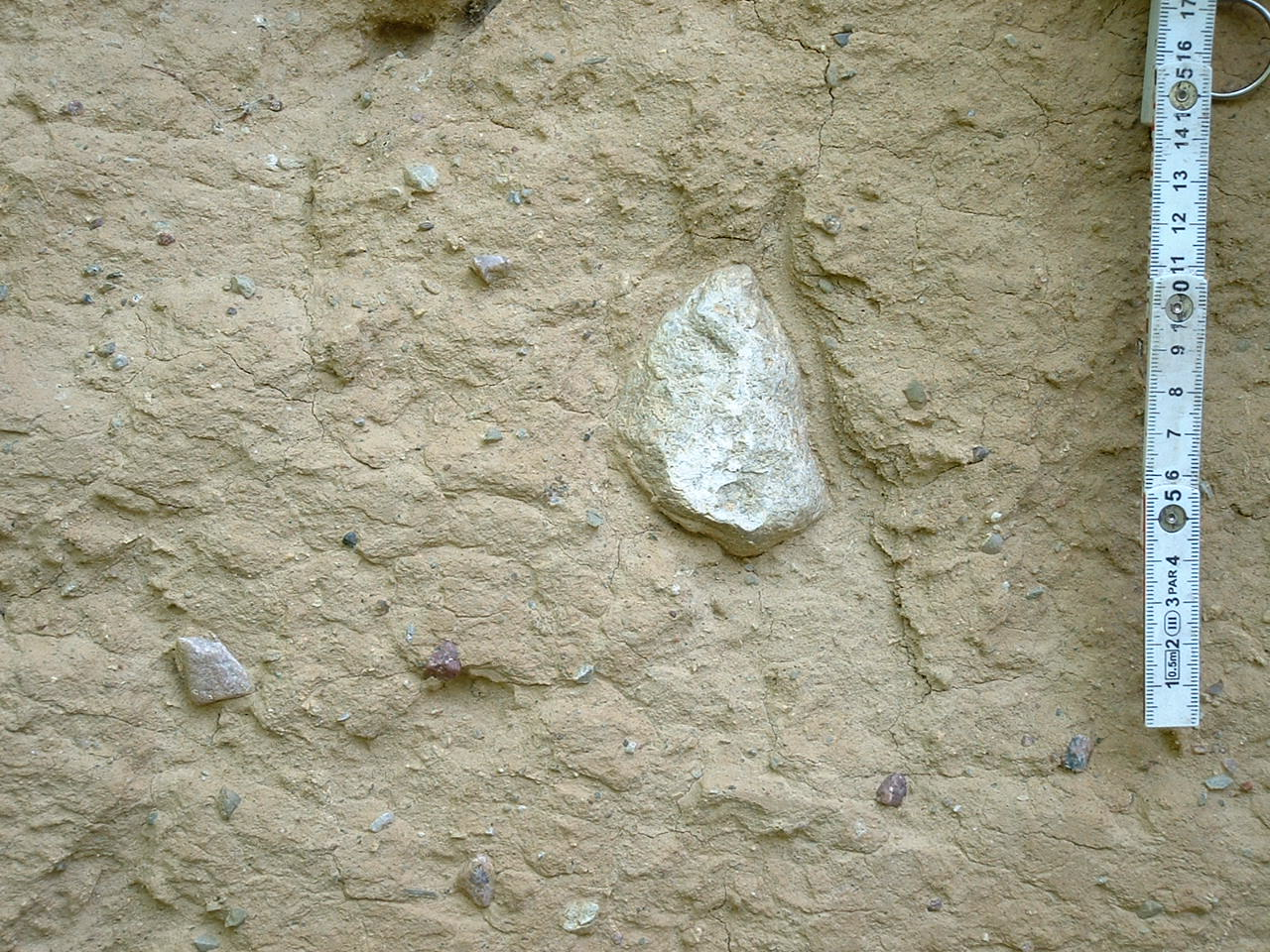
Foto de till. Observe que os grãos maiores (seixos e cascalho) no till são completamente circundados pela matriz de material mais fino (silte e areia), e essa característica, conhecida como rocha suportada pela matriz, é um diagnóstico do till.